# دبليو دبليو إي سماكداون ضد رو 2011
سماك داون ضد راو 2011 (بالإنجليزية: WWE SmackDown vs. Raw 2011)‏ وتختصر (WWE SVR 2011) هي لعبة فيديو مصارعة المحترفين التي طورته Yuke ونشرتها شركة THQ للبلايستيشن 2 (PS2)، بلاي ستيشن 3 (PS3)، بلاي ستيشن المحمول (PSP) هي الجزء السابع من السلسلة صدرت في 26 أكتوبر 2010 في أمريكا الشمالية

## اللعب
إحدى أهم التغييرات الرئيسية في اللعبة هي دمج نظام الفيزياء جديد التي تسمح بتستخدم الأجسام أكثر واقعية من قبل.